# Pierre Henry
Pierre Henry (9. prosince 1927 Paříž – 5. července 2017 tamtéž) byl francouzský hudební skladatel a jeden ze zakladatelů konkrétní hudby.

## Život
Slavný francouzský skladatel Pierre Henry byl jedním z mnoha průkopníků, kteří se zasloužili o vytvoření tzv. konkrétní hudby (Musique concrète). Konkrétní hudba je jeden z mnoha druhů, jak lze tvořit hudbu a vznikla především proto, aby sloužila jako prostředek sloužící k rozvoji zvukových charakteristik hudby. V úplných začátcích vývoje konkrétní hudby se jednalo především o zkoumání zvuků přírodních materiálů (špalky ze dřeva a kovu, rachotící zrníčka apod.).
Svoji kariéru začal Henry studiem na Pařížské konzervatoři, kde studoval harmonii u Oliviera Messiaena a zároveň skladbu u Nadi Boulangerové. Přesto měl Henry raději experimentování s nehudebními zdroji zvuku, než používání tradičních hudebních nástrojů a je to na jeho tvorbě vidět.
V roce 1949 se Henry připojil k personálu elektronického studia RTF, které založil Pierre Shaeffer pět let zpátky. Dále také roku 1949 jejich spolupráce vyústila v založení uskupení Groupe de recherches musicales (GRM), což je francouzská organizace pro výzkum elektroakustické hudby.
Roku 1952 Henry produkuje svoji první konkrétní hudbu.
Dalším zlomovým rokem je rok 1958, kdy Henry společně se Jeanem Baronnetem zakládá vlastní studio Apsomé, které je vůbec první elektronické studio ve Francii a navazuje tak na spolupráci s choreografem Mauricem Béjartem. Současně také odchází z RTF. Jeho práce se dá označit za jakési očištění prostředků – balet Le Voyage (1962, podle Tibetské knihy mrtvých) a na slavných Variations pour une porte et un soupir (1963). Po té se vrací k baroku, které se snaží napodobit a můžeme to vidět na stylu v Messe de Liverpool (1967–1968) a Apocalypse de Jean (1968), Desátá symfonie (1979), dále na obrovské koláži úryvků z devíti Beethovenových symfonií a nebo v díle Chemická svatba (1980), které si sám složil i zrežíroval.
Pierre Henry je považován za jednoho z nejlepších skladatelů elektroakustické hudby současnosti.

## Dílo
- Symphonie pour un homme seul (1949–1950), (spolupráce s Pierrem Schaefferem)
- Orphée 53 (spolupráce s Pierrem Schaefferem)
- Haut voltage (1956), balet
- Microphone bien tempéré (1950–1952)
- Musique sans titre (1951)
- Investigations (1959)
- Le Voyage, d’après Le Livre des morts tibétain (1962), balet
- Variations pour une porte et un soupir (1963), balet
- Messe pour le temps présent (1967) – s Michelem Colombierem a M. Béjartem, prodáno 300 000 nahrávek
- Messe de Liverpool (1967–1970)
- Apocalypse de Jean (1968)
- 2ème symphonie pour 16 groupes de haut-parleurs (1972)
- Futuristie I, « spectacle musical électroacoustique » (1975)
- Dixième symphonie, hommage à Beethoven (1979)
- Les Noces chymiques, rituel féérique en 12 journées (1980)
- La Ville - Metropolis Paris (1984)
- Le Livre des morts égyptien (1986–1988, Paris, Musée du Louvre,1990)

## Skladby
- A Story feat. Violent Femmes – Gordon Gano
- Bête de la Terre – Traditional / Pierre Henry
- Confession feat. Spooky Tooth – Gary Wright / Pierre Henry
- Démolition – Pierre Henry
- Have Mercy feat. Spooky Tooth – Gary Wright / Pierre Henry
- Hosanna feat. Spooky Tooth – Gary Wright / Pierre Henry
- Il y Eut Dans le Ciel un Silence – Traditional / Pierre Henry
- Jubilation feat. Spooky Tooth – Gary Wright / Pierre Henry
- L' Agneau et Les Hommes Purs Sur la Montagne – Traditional / Pierre Henry
- Le Livre – Traditional / Pierre Henry
- Les Astres Tombérent – Traditional / Pierre Henry
- Les Quatre Cavaliers – Traditional / Pierre Henry
- More feat. Erik Truffaz
- Offering feat. Spooky Tooth – Gary Wright / Pierre Henry
- Prayer feat. Spooky Tooth – Gary Wright / Pierre Henry
- Prologues – Pierre Henry
- Psyche Dub Remix feat. Michel Colombier / Fatboy Slim
- Psyche Rock – Pierre Henry / Michel Colombier
- Psyche Rock Malpaso Mix feat. Michel Colombier / Fatboy Slim
- Psyché Rock feat. Fatboy Slim – Pierre Henry / Michel Colombier
- Slumber feat. Philip Glass
- Transe – Pierre Henry